# Naturschutzgebiet Eselsbruch/Harlebachsystem

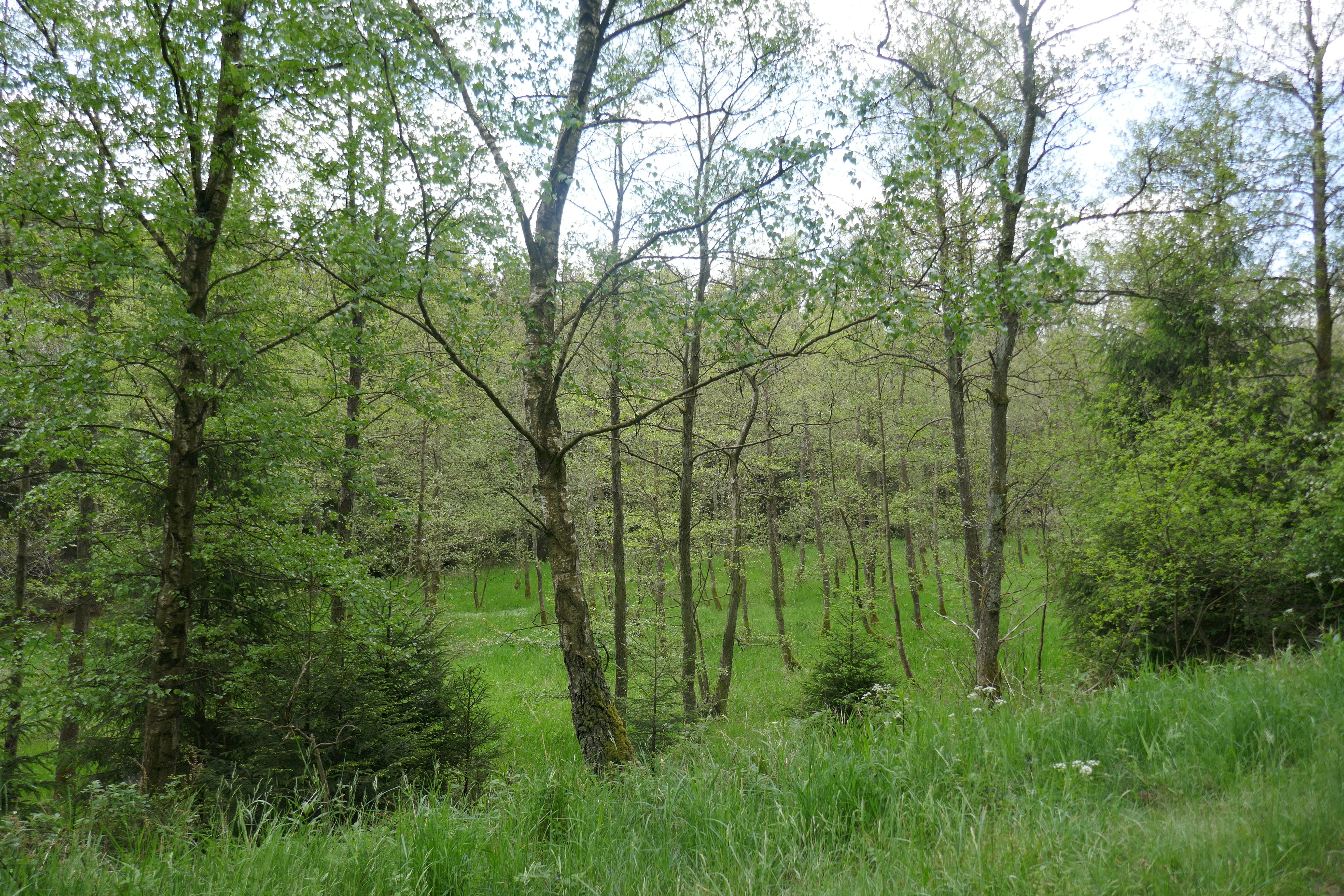
Erlenbruchwald im Naturschutzgebiet Eselsbruch/Harlebachsystem

Das Naturschutzgebiet Eselsbruch/Harlebachsystem mit einer Größe von 168,59 ha liegt nördlich von Wülfte an der Grenze zum Kreis Paderborn im Stadtgebiet von Brilon und umfasst den Eselsbruch, den Harlebach und Nebenbäche mit deren Auen von der Quelle bis zur Kreisgrenze. Das Gebiet wurde 2008 mit dem Landschaftsplan Briloner Hochfläche durch den Hochsauerlandkreis als Naturschutzgebiet (NSG) ausgewiesen. Das NSG geht teilweise bis an die Kreisgrenze. Das NSG gehört seit 2023 zum Vogelschutzgebiet Diemel- und Hoppecketal mit angrenzenden Wäldern.

## Gebietsbeschreibung
Beim NSG handelt es sich um den Eselsbruch und Harlebachsystem. Der Eselsbruch ist das größte Gebiet im Sauerland mit Torfmoos-, Erlen- und Birkenbruchwald. Neben den Bächen des Harlebachsystems gehört jeweils die Aue zum NSG. In der Aue befinden sich Bruchwälder, Auwaldrelikte und bachbegleitende Erlenwälder. Innerhalb des NSG befinden sich auch Bereiche mit Rotfichten. Eine Besonderheit ist, dass das NSG von keiner Straße durchschnitten.
Es wurden durch das Landesamt für Natur, Umwelt und Verbraucherschutz Nordrhein-Westfalen Pflanzenarten wie Adlerfarn, Bach-Spatenmoos, Bergfarn, Bitteres Schaumkraut, Bittersüßer Nachtschatten, Brennender Hahnenfuß, Gemeines Beckenmoos, Gewöhnlicher Gilbweiderich, Goldenes Frauenhaar, Hain-Gilbweiderich, Hain-Sternmiere, Harzer Labkraut, Heidelbeere, Kleiner Dornfarn, Kriechender Günsel, Kriechender Hahnenfuß, Mittleres Hexenkraut, Moor-Birke, Rippenfarn, Roter Fingerhut, Schönes Widertonmoos, Siebenstern, Sprossender Bärlapp, Sumpf-Dotterblume, Sumpf-Helmkraut, Sumpf-Labkraut, Sumpf-Veilchen, Sumpf-Weidenröschen, Sumpf-Ziest, Ufer-Wolfstrapp, Waldgeißblatt, Wald-Schachtelhalm, Wald-Ziest und Welliges Sternmoos nachgewiesen.

## Schutzzweck
Im NSG soll die Moore des Eselsbruch, ferner die Aue des Harlebaches und dessen Nebenbäche geschützt werden. Wie bei allen Naturschutzgebieten in Deutschland wurde in der Schutzausweisung darauf hingewiesen, dass das Gebiet „wegen der Seltenheit, besonderen Eigenart und Schönheit des Gebietes“ zum Naturschutzgebiet wurde. Der Landschaftsplan führt zum speziellen Schutzzweck auf: „Erhaltung und Optimierung eines komplexen Fließgewässersystems aus naturnahen Quellregionen und Bachläufen, die etliche – ihrerseits schutzbedürftige – Erlen- und Moorbirkenbruchwaldstandorte miteinander verbinden; Schutz und Aufwertung der noch vorhandenen Bruchwälder als gefährdete Waldbiotoptypen mit dem daran gebundenen Arteninventar; Sicherung von bodenständigen Buchenwäldern, die mit diesen Sonderbiotopen verzahnt sind und zugleich die umgebenden, weitgehend naturnahen Buchenbestände mit ihrem spezifischen Arteninventar repräsentieren.“